# Verbascum pellitum
Verbascum pellitum är en flenörtsväxtart som beskrevs av Hub.-mor.. Verbascum pellitum ingår i släktet kungsljus, och familjen flenörtsväxter. Inga underarter finns listade i Catalogue of Life.